# 8076 Foscarini
8076 Foscarini este un asteroid din centura principală de asteroizi.

## Descriere
8076 Foscarini este un asteroid din centura principală de asteroizi. A fost descoperit pe 15 septembrie 1985 la Observatorul La Silla de Henri Debehogne. Asteroidul prezintă o orbită caracterizată de o semiaxă mare de 3,20 ua, o excentricitate de 0,18 și o înclinație de 0,3° în raport cu ecliptica.